# Edvard Blomqvist

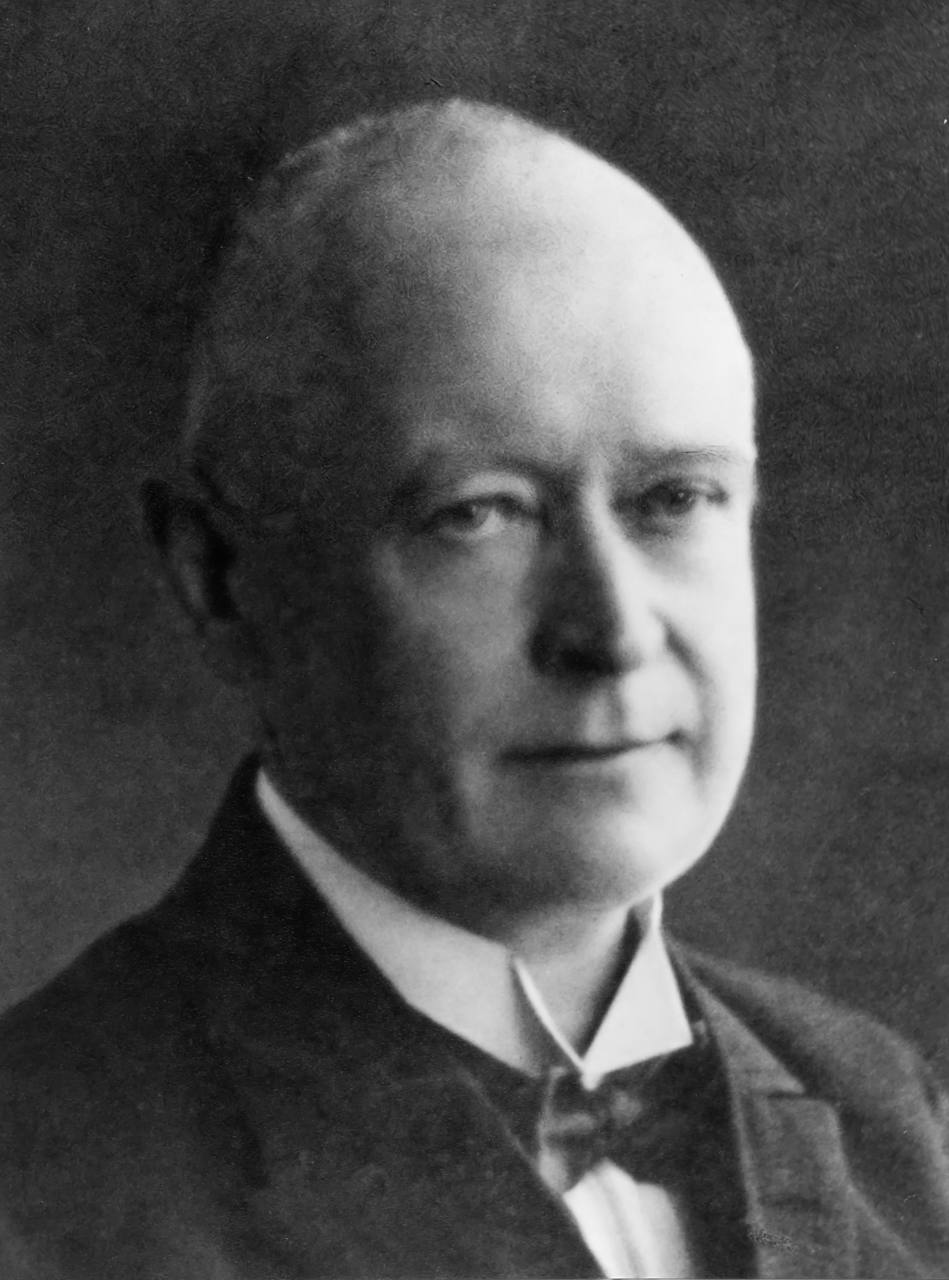
Edvard Blomqvist. SFV:s bildarkiv.

Arvid Edvard Blomqvist, född 31 augusti 1869 i Östersundom, Sibbo, död 8 juli 1932 i Helsingfors, var en finländsk hydrograf.
Blomqvist blev ingenjör 1890, filosofie kandidat 1894 samt efter astronomiska och geodetiska studier i Berlin och Potsdam filosofie licentiat 1901. Han var från 1897 lärare i Polytekniska institutet i Helsingfors (senast i vattenbyggnad) samt geodet vid Överstyrelsen för väg- och vattenbyggnaderna och var 1908–1930 föreståndare för hydrografiska byrån vid nämnda överstyrelse. 
Blomqvists licentiatspecimen gällde Finska precisionsnivellementet 1892–1899. Vidare utgav ett arbete om Kymmeneälf och dess vattensystem I–III (1911) samt, i "Meddelanden från Hydrografiska byrån" I och III, Vattenståndsiakttagelser vid Finlands kuster (tillsammans med Henrik Renqvist 1914) och Afdunstningsmätningar i Pyhäjärvi invid Tammerfors (1917). Han var ivrigt verksam för de svenska kultursträvandena i Finland samt tog 1906 initiativ till  AB Svenska småbruk och egna hem och var 1917–1931 ordförande i föreningen Svenska folkskolans vänner.